# Yên Sở (phường)
Yên Sở là một phường thuộc thành phố Hà Nội, Việt Nam.

## Địa lý
Phường Yên Sở có vị trí địa lý: 
- Phía Đông tiếp giáp phường Lĩnh Nam, xã Thanh Trì (ranh giới đi theo đường giao thông quy hoạch - đường đê Nguyễn Khoái)
- Phía Tây tiếp giáp phường Hoàng Liệt (ranh giới đi theo đường Ngọc Hồi)
- Phía Nam tiếp giáp xã Thanh Trì (ranh giới đi theo đường Tứ Hiệp - đường Nguyễn Bặc - sông Tô Lịch)
- Phía Bắc tiếp giáp phường Hoàng Mai (ranh giới đi theo đường Vành đai 3)

Phường có diện tích tự nhiên là 5,57 km².

## Lịch sử
Yên Sở là tên ghép của hai làng Yên Duyên và Sở Thượng.
Theo Thiên Nam dư hạ tập thì năm Hồng Đức thứ 14 (1483) vua Lê Thánh Tông cho lập các Sở đồn điền, Sở tầm tang, Sở điển mục. Đây là các điểm đồn trú với quân lính làm nòng cốt có nhiệm vụ sản xuất nông nghiệp và khai hóa đất đai các bãi bồi ven sông trong thời bình, tham gia chiến đấu khi có chiến tranh. Sở Yên Duyên là một trong 43 Sở đồn điền được thành lập khi đó thuộc tổng Thanh Trì, huyện Thanh Trì, phủ Thường Tín, xứ Sơn Nam.
Năm 1495, một nhóm người đã di cư từ Sở Thượng xuống địa phận Ninh Sở, huyện Thường Tín hiện nay lập làng khai hoang. Đến năm 1742 thì tách riêng ra thành lập làng Sở Hạ (để phân biệt với Sở Thượng).
Ngày 6 tháng 11 năm 2003, Chính phủ ban hành Nghị định số 132/2003/NĐ-CP về việc:
- Thành lập quận Hoàng Mai thuộc thành phố Hà Nội.
- Thành lập phường Yên Sở thuộc quận Hoàng Mai trên cơ sở toàn bộ 690,17 ha diện tích tự nhiên và 10.777 nhân khẩu của xã Yên Sở thuộc huyện Thanh Trì; 35 ha diện tích tự nhiên của xã Tứ Hiệp thuộc huyện Thanh Trì.

Phường Yên Sở có 725,17 ha diện tích tự nhiên và 10.777 nhân khẩu.
Tính đến ngày 31/12/2024, phường Yên Sở có diện tích 7,50 km² và quy mô dân số là 26.236 người.
Ngày 16 tháng 6 năm 2025, Quốc hội Việt Nam quyết định sắp xếp một phần diện tích tự nhiên, quy mô dân số của phường Thịnh Liệt, phường Yên Sở (cũ), phường Hoàng Liệt, phường Trần Phú (quận Hoàng Mai) và một phần xã Tứ Hiệp (Thanh Trì) thành phường mới có tên gọi là phường Yên Sở.

## Kinh tế
Phường Yên Sở đóng vai trò kết nối trung tâm Hà Nội với các tỉnh phía Nam như Ninh Bình, Thanh Hóa, đồng thời cũng là điểm trung chuyển giữa khu vực nội đô và các khu công nghiệp, logistics vùng ven. Kinh tế Yên Sở chuyển dịch sang lĩnh vực thương mại, dịch vụ và tiểu thủ công nghiệp. Nhiều khu vực vốn là đất nông nghiệp hoặc hoang hóa trước đây được quy hoạch, xây dựng thành khu đô thị mới, khu dân cư và các công trình công cộng.
Dân số đông, cư dân đa dạng và tốc độ đô thị hóa cao khiến thương mại - dịch vụ trở thành lĩnh vực phát triển nhanh nhất tại Yên Sở. Khu vực ven đường Vành đai 3 và cầu Thanh Trì hình thành nhiều trung tâm thương mại, cửa hàng, siêu thị, nhà hàng và dịch vụ giải trí. Yên Sở cũng là địa bàn phát triển mạnh về bất động sản với sự hiện diện của các khu đô thị mới.
Sản xuất nông nghiệp chủ yếu tập trung tại khu vực Tứ Hiệp và khu vực đất ven sông hoặc chưa giải tỏa, với các hoạt động chính là trồng lúa, chăn nuôi nhỏ lẻ.

## Văn hóa
Đình làng Yên Duyên cùng với nhiều nơi khác ở Hoàng Mai thờ danh tướng Trần Khát Chân, người có công chống giặc Chiêm Thành cuối đời Trần. Vào dịp rằm tháng Tám hàng năm làng Yên Duyên có lễ hội bơi chải truyền thống.
Đình làng Sở Thượng thờ Linh Lang đại vương là hoàng tử của vua Lý Thánh Tông có công đánh giặc Tống.
Yên Sở là vùng chiêm trũng, việc canh tác mỗi năm chỉ 1-2 vụ rất bấp bênh, tuy nhiên với lợi thế có nhiều diện tích mặt nước nên đây là vùng nổi tiếng về nuôi trồng, sản xuất cá của thành phố Hà Nội và miền Bắc.
Tháng 5 năm 1960, Chủ tịch Hồ Chí Minh tặng 96 con cá rô phi cho Yên Sở, là tiền đề để phát triển ngành cá ở đây. Ngày nay khi tốc độ đô thị hóa diễn ra nhanh chóng, diện tích mặt nước thu hẹp thì Yên Sở trở thành đầu mối tập trung và cung cấp cá nước ngọt cho cả thành phố cũng như khu vực phía Bắc. Nơi đây có chợ cá đầu mối Sở Thượng hoạt động cả ngày lẫn đêm.
Công viên Yên Sở là công viên lớn nhất Hà Nội với diện tích 150 ha nằm ở phía Tây của phường.
Đường phố trên địa bàn phường: Yên Sở, Yên Duyên, Sở Thượng, Hưng Phúc, đường Pháp Vân, Tam Trinh và đường Vành đai 3 trên cao.

### Làng Yên Duyên
Yên Duyên có tên Nôm là làng Mui. Tên chữ “Yên Duyên” vốn là “An Duyên”, bắt nguồn từ câu chuyện, Vua Lý Nhân Tông (1066 - 1128), trong một chuyến đi kinh lý đến đất này, thấy một cô gái xinh đẹp cứ ẩn hiện trên con thuyền giữa dòng sông Hồng. Vua ở xa, cô gái cất tiếng hát, giọng ấm mà vang truyền. Vua đến gần, lại không thấy cô gái đâu. Vua cho rằng, đó là công chúa Thủy cung hiện lên, có nhân duyên với mình nhưng không gặp, bèn sức cho dân làng lập nghè thờ, gọi là Nghè Bà Chúa và ban mỹ tự cho bà là “Thần tiên mỹ nữ tự đại vương”.
Yên Duyên là một làng rộng lớn, nằm ven sông Hồng, phía Nam Kinh thành Thăng Long, địa dư bao gồm cả làng Sở Thượng (hay Sở Lờ) ngày nay. Vào giữa thế kỷ XV, sau cuộc Nam chinh, Vua Lê Thánh Tông đưa một bộ phận tù binh Chiêm Thành ra đây khai khẩn vùng đất hoang của làng, lập thành một sở đồn điền của nhà nước. Về sau, sở này chuyển thành một làng độc lập, gọi là Sở Thượng. Năm 1928, làng có 1621 nhân khẩu.
Đầu thế kỷ XIX, Yên Duyên là một xã thuộc tổng Thanh Trì, huyện Thanh Trì, phủ Thường Tín, trấn Sơn Nam Thượng (từ năm 1831 thuộc tỉnh Hà Nội, từ năm 1902 thuộc tỉnh Cầu Đơ, sau đổi thành tỉnh Hà Đông). Năm 1961, làng nhập với làng Sở Thượng thành xã Yên Sở, huyện Thanh Trì thuộc thành phố Hà Nội. Từ tháng 11-2003, xã Yên Sở trở thành một phường thuộc quận Hoàng Mai mới được thành lập.
Yên Duyên nằm ven sông Hồng, nên đất đai phần lớn là bãi bồi. Dân làng Yên Duyên chuyên canh nông nghiệp, song điều kiện thiên nhiên rất bất lợi. Trong đồng nửa năm bị úng, ngoài bãi nửa năm bị lụt, nên mùa màng thường thất bát. Để có thêm thu nhập, dân làng có thêm nghề đánh cá, vớt củi trên sông Hồng.
Hội làng Yên Duyên mở từ 13 đến 16 tháng Tám, có bơi thuyền trên khúc sông Hồng dài khoảng một cây số, diễn lại cảnh Vua Lý Nhân Tông gặp công chúa thủy thần. Có 8 đội bơi của 8 giáp, mỗi đội 18 người. Ngày thứ nhất bơi thử, ngày thứ hai bơi dạo, đến ngày thứ ba mới bơi thi. Cứ 4 đội bơi một lượt (một lèo), mỗi lèo bơi ba vòng để xác định đội nhất, nhì, ba, tư.
Sau hòa bình lập lại, Yên Duyên trở thành hợp tác xã điển hình của Thủ đô Hà Nội, nhất là về nuôi cá, từng được Bác Hồ tặng cá vớt từ ao cá trong Phủ Chủ tịch để gây giống.